# Maisons (Aude)
Maisons és un municipi del departament de l'Aude, a la regió d'Occitània.
El poble de 46 habitants (2021) compta amb un patrimoni natural remarcable: un espai Natura 2000 («les hautes Corbières») i dos espais naturals d'interès ecològic, faunístic i floral.